# & (single)
& is een single van Ayumi Hamasaki. Het is haar zestiende nummer 1-hit in Japan. & bestaat uit een drietal nummers, Ourselves, Greatful days en Hanabi: Episode II, evenals de themesong voor A-Nation (gezongen door Hamasaki) en drie instrumentale versies van de nummers.

## Nummers
1. Ourselves – 4:33
2. Greatful days – 4:39
3. Hanabi: Episode II – 4:54
4. Theme of A-Nation '03 – 6:15
5. Ourselves (instrumentaal) – 4:33
6. Greatful days (instrumentaal) – 4:39
7. Hanabi: Episode II (instrumentaal) – 4:54

## Hitlijsten
| Hitlijst (2003)             | Hoogste positie | Eerste week | Totale verkoop |
| --------------------------- | --------------- | ----------- | -------------- |
| Oricon Daily Singles Chart  | 1               |             |                |
| Oricon Weekly Singles Chart | 1               | 287 002     | 592 000        |
| Oricon Yearly Singles Chart | 8               |             |                |